# Christian Gratzei
Christian Gratzei (sinh ngày 19 tháng 9 năm 1981 ở Leoben) là một cầu thủ bóng đá người Áo chơi ở vị trí thủ môn cho SK Sturm Graz.

## Sự nghiệp

### DSV Leoben
Gratzei gia nhập Học viện trẻ Leoben năm 1987 lúc 6 tuổi. Anh trải qua 11 năm ở bóng đá trẻ trước khi lên đội hình chính thức năm 1998.

### Grazer AK
Ngày 1 tháng 7 năm 2001, Gratzei được bán cho Grazer AK. Anh dành hết toàn bộ thời gian ở Grazer thi đấu trong đội hình hai.

### Sturm Graz
Ngày 1 tháng 7 năm 2002, Gratzei chuyển đến SK Sturm Graz.

## Danh hiệu
SK Sturm Graz
- Giải bóng đá vô địch quốc gia Áo: 2010-11
- Cúp bóng đá Áo: 2009-10